# Pavel Černý (labdarúgó, 1962)
Pavel Černý (Nové Město nad Metují, 1962. október 10. –) cseh válogatott labdarúgó.

## Nemzeti válogatott
A csehszlovák válogatottban 4 mérkőzést játszott.

## Statisztika
| Cseh válogatott | Cseh válogatott | Cseh válogatott |
| Időszak         | Mérk.           | gól             |
| --------------- | --------------- | --------------- |
| 1989            | 1               | 0               |
| 1990            | 2               | 0               |
| 1991            | 1               | 0               |
| Összesen        | 4               | 0               |